# Atlético Goianiense
Atlético Clube Goianiense – brazylijski klub piłkarski z siedzibą w mieście Goiânia leżącym w stanie Goiás.

## Osiągnięcia
- Mistrz drugiej ligi brazylijskiej (Campeonato Brasileiro Série B) (1): 2016
- Mistrz trzeciej ligi brazylijskiej (Campeonato Brasileiro Série C) (2): 1990, 2008
- Mistrz stanu Goiás (Campeonato Goiano) (14): 1944, 1947, 1949, 1955, 1957, 1964, 1970, 1985, 1988, 2007, 2010, 2011, 2014, 2019
- Copa Goiás (2): 1968, 1998
- Torneio da Integração Nacional (1): 1971
- Torneio dos Invictos (2): 1956 1957/58

## Historia
Klub 2 kwietnia 1937 roku założyli Nicanor Gordo i Joaquim Vega. Atlético Goianiense był pierwszym klubem piłkarskim w mieście. W następnym roku jednak, zarówno Nicanor Gordo, jak i Joaquim Veiga, opuścili założony przez siebie klub, by kilka lat później dołączyć do klubu Goiás EC.
W roku 1944 zorganizowano pierwsze mistrzostwa stanu Goiás (Campeonato Goiano), w których wzięło udział 5 klubów z miasta Goiânia, a wśród nich Atlético Goianiense. Pozostałymi klubami były Goiânia, Vila Nova, Goiás oraz Campinas. Pierwszym w historii mistrzem stanu został klub Atlético Goianiense.
W roku 1957 Atlético Goianiense wygrał mistrzostwa stanu nie ponosząc żadnej porażki, a ponadto zwyciężył w turnieju Torneio dos Invictos.
W 1971 roku klub wygrał turniej Torneio da Integração Nacional, pokonując w finale Ponte Preta.
W roku 1990 Atlético Goianiense zdobył mistrzostwo trzeciej ligi brazylijskiej (Campeonato Brasileiro Série C) po wygraniu konkursu rzutów karnych z klubem América Mineiro.
W roku 2003 Atlético Goianiense zajął ostatnie miejsce w pierwszej lidze stanu Goiás i spadł do drugiej ligi stanowej. W roku 2005 klub wygrał drugą ligę i wrócił do pierwszej ligi, gdzie w roku 2006 spisywał się bardzo dobrze i został wicemistrzem stanu.